# Liste der türkischen Botschafter in der Slowakei
Der Botschafter leitet die Türkische Botschaft Bratislava.
| Ernennung Akkreditierung | Botschafter            | Bemerkung | Liste der Ministerpräsidenten der Türkei | Regierungen der Slowakischen Republik | Posten verlassen |
| ------------------------ | ---------------------- | --- | ---------------------------------------- | ------------------------------------- | ---------------- |
| 1. Apr. 1994             | Yasemin Aydın Şahinbaş | 1993: Deputy Chief of Mission of the Turkish Embassy in Washington, D.C. | Tansu Çiller                             | Regierung Jozef Moravčík              | 1. Sep. 1996     |
| 1. Sep. 1996             | Nurettin Nurkan        | (* 1946) Abitur St. Joseph High School (Istanbul), 1987–1991: Generalkonsul in West-Berlin, 1992–1995: Sprecher des Ministeriums für Auswärtige Angelegenheiten.                                                                                      | Necmettin Erbakan                        | Vladimír Mečiar                       | 1. Sep. 2000     |
| 1. Okt. 2000             | İnci Tümay             | | Bülent Ecevit                            | Mikuláš Dzurinda                      | 1. Dez. 2004     |
| 1. Dez. 2004             | Erdal Tümer            | | Recep Tayyip Erdoğan                     | Mikuláš Dzurinda                      | 1. Dez. 2005     |
| 1. Dez. 2005             | Suna Çokgür Ilıcak     | | Recep Tayyip Erdoğan                     | Mikuláš Dzurinda                      | 23. Juli 2006    |
| 1. Jan. 2007             | Tunç Üğdül             | (* 14. Januar 1957 in Ankara) Abitur: St. Joseph High School (Istanbul), Studium der Politikwissenschaft an der Universität Ankara, 2007–2010: Botschafter in Bratislava, Slowakei, 31. Mär. 2010 - 1. Sep. 2012: Botschafter in Rabat                | Recep Tayyip Erdoğan                     | Regierung Robert Fico I               | 17. März 2010    |
| 1. Mai 2010              | Fatma Dicle Kopuz      | 2004–2008: Botschafterin in Zagreb | Recep Tayyip Erdoğan                     | Regierung Iveta Radičová              | 1. Sep. 2011     |
| 30. Nov. 2011            | Lebibe Gülhan Ulutekin | 1976–1980: Abitur St. Joseph High School (Istanbul), Studium der Politikwissenschaft an der Universität Ankara, 1977–1980: Übersetzer, 1981: Eintritt in den auswärtigen Dienst, 30. September 2009 bis 17. November 2013: Botschafter in Bratislava. | Recep Tayyip Erdoğan                     | Regierung Iveta Radičová              |                  |